# Caratê nos Jogos Pan-Americanos de 2015 - Até 67 kg masculino
A categoria até 67 kg masculino foi uma das disputas  do caratê nos Jogos Pan-Americanos de 2015 em Toronto. Foi realizada no Centro Esportivo Mississauga, em Mississauga  no dia 24 de julho.

## Calendário
Horário local (UTC-4).
| Data        | Horário | Fase          |
| ----------- | ------- | ------------- |
| 24 de julho | 14:05   | Primeira fase |
| 24 de julho | 20:05   | Semifinal     |
| 24 de julho | 21:05   | Final         |

## Medalhistas
| Ouro   | ARG Julián Pinzás                    |
| Prata  | DOM Deivis Ferreras                  |
| Bronze | CUB Maikel Noriega MEX Daniel Vargas |

## Resultados

### Grupo 1
| Atleta          | Nacionalidade            | J | V | E | D | Pontos | Pontos | Pontos |
| Atleta          | Nacionalidade            | J | V | E | D | PF     | PC     | Dif    |
| --------------- | ------------------------ | - | - | - | - | ------ | ------ | ------ |
| Deivis Ferreras | DOM República Dominicana | 3 | 2 | 1 | 0 | 5      | 1      | +4     |
| Daniel Vargas   | MEX México               | 3 | 1 | 2 | 0 | 5      | 2      | +3     |
| Andres Madera   | VEN Venezuela            | 3 | 1 | 0 | 2 | 6      | 9      | -3     |
| José Ramírez    | COL Colômbia             | 3 | 0 | 1 | 2 | 2      | 6      | -4     |

|                     | Resultados |                   |
| ------------------- | ---------- | ----------------- |
| DOM Deivis Ferreras | 2–1        | VEN Andres Madera |
| COL José Ramírez    | 0–0        | MEX Daniel Vargas |
| DOM Deivis Ferreras | 3–0        | COL José Ramírez  |
| VEN Andres Madera   | 2–5        | MEX Daniel Vargas |
| DOM Deivis Ferreras | 0–0        | MEX Daniel Vargas |
| VEN Andres Madera   | 3–2        | COL José Ramírez  |

### Grupo 2
| Atleta         | Nacionalidade | J | V | E | D | Pontos | Pontos | Pontos |
| Atleta         | Nacionalidade | J | V | E | D | PF     | PC     | Dif    |
| -------------- | ------------- | - | - | - | - | ------ | ------ | ------ |
| Julián Pinzás  | ARG Argentina | 3 | 3 | 0 | 0 | 18     | 1      | +17    |
| Maikel Noriega | CUB Cuba      | 3 | 2 | 0 | 1 | 15     | 12     | +3     |
| Israel Santana | CHI Chile     | 3 | 0 | 1 | 2 | 3      | 12     | -9     |
| Leirick Chung  | CAN Canadá    | 3 | 0 | 1 | 2 | 2      | 13     | -11    |

|                    | Resultados |                    |
| ------------------ | ---------- | ------------------ |
| CUB Maikel Noriega | 1–9        | ARG Julián Pinzás  |
| CAN Leirick Chung  | 1–1        | CHI Israel Santana |
| CUB Maikel Noriega | 8–1        | CAN Leirick Chung  |
| ARG Julián Pinzás  | 5–0        | CHI Israel Santana |
| CUB Maikel Noriega | 6–2        | CHI Israel Santana |
| ARG Julián Pinzás  | 4–0        | CAN Leirick Chung  |

### Final
|  | Semifinal           | Semifinal         |   |  | Final               | Final |  |
|  |                     |                   |   |  |                     |       |  |
|  |                     |                   |   |  |                     |       |  |
|  | DOM Deivis Ferreras | 8                 |   |  |                     |       |  |
|  | CUB Maikel Noriega  | 0                 |   |  |                     |       |  |
|  |                     |                   |   |  |                     |       |  |
|  |                     |                   |   |  |                     |       |  |
|  |                     |                   |   |  | DOM Deivis Ferreras | 2     |  |
|  |                     | ARG Julián Pinzás | 2 |  |                     |       |  |
|  |                     |                   |   |  |                     |       |  |
|  |                     |                   |   |  |                     |       |  |
|  |                     |                   |   |  |                     |       |  |
|  |                     |                   |   |  |                     |       |  |
|  | MEX Daniel Vargas   | 0                 |   |  |                     |       |  |
|  | ARG Julián Pinzás   | 2                 |   |  |                     |       |  |